# James Lansdowne Norton
James Lansdowne Norton (1869 – 21. April 1925) war ein englischer Motorraddesigner und -erfinder. Er war der Gründer von Norton Motorcycles, einem bahnbrechenden britischen Hersteller u. a. der erfolgreichsten Rennmaschinen der Motorradsportgeschichte.

## Frühes Leben
James Lansdowne Norton wurde 1869 in Birmingham geboren. Schon früh zeigte er mechanisches Geschick und baute mit zehn Jahren ein Dampfmaschinenmodell. 
Sein Berufsleben begann er als Werkzeugmacherlehrling in der Schmuckbranche. Sein Interesse galt der Entwicklung des Fahrrads, und er erkannte bald, dass sein Berufsweg im Ingenieurwesen lag.

## Fabrikation, Norton-Motorräder
James Norton gründete 1898 im Alter von 29 Jahren die Norton Manufacturing Company in der Bradford Street in Birmingham. Später wechselte die Adresse zur Bracebridge Street. Zunächst lieferte er Fahrradersatzteile. Später fertigte er komplett montierte Fahrräder.
Nortons Karriere wurde 1888 durch ein schweres rheumatisches Fieber unterbrochen. Um sich zu erholen, unternahm er eine Seereise nach New York, doch sein Gesundheitszustand blieb zeitlebens angeschlagen. Die Krankheit forderte ihren Tribut, ließ ihn vorzeitig altern und brachte ihm den liebevollen Spitznamen „Pa“ ein.
Norton lernte Charles Garrard kennen, der für die französische Motorenfirma Clément arbeitete. 1902 baute Norton sein erstes motorisiertes Motorrad namens „Energette“ mit einem Einzylinder-143-cm³-Clément-Motor aus belgischer Produktion. Ein vollständig restauriertes Exemplar des ersten Norton-Motorradtyps ist im National Motorcycle Museum (UK) bei Birmingham ausgestellt. Norton verwendete auch hubraumstärkere Moto Rêve V-Twin-Motoren aus der Schweiz und Peugeot-Motoren aus Frankreich.
1907 nahm Rem Fowler mit einem Norton-Motorrad am ersten Tourrist-Trophy-Rennen auf der Isle of Man teil und gewann die Zweizylinder-Klasse. Damit begann Nortons Rennkarriere. „Pa“ Norton war bei diesem Rennen auf der Insel, um sich als Boxenmechaniker um die Maschine zu kümmern.
1909 stellte Norton auf der Stanley Show Motorräder mit seinem eigenen Motordesign aus. Der Big-Four-Einzylinder mit seitlichen Ventilen blieb bis 1954 in Produktion. 1922 entwickelte Norton einen Prototyp eines Motors mit obenliegenden Ventilen, mit dem Dan O’Donovan mit 143 km/h einen neuen Weltrekord über 500 ccm aufstellte. Das straßentaugliche Norton-„Modell 18“ kam 1923 auf den Markt und entwickelte sich zu einem Bestseller. Es stellte zahlreiche Rekorde auf, darunter Alec Bennets Sieg bei der Senior TT. Die „Model 18“-Straßenmotorräder blieben bis in die 1950er Jahre in Produktion.
James Norton war ein hervorragender Ingenieur, hatte jedoch geschäftliche Schwierigkeiten, und seine Firma ging 1913 in Liquidation. Sie wurde von Bob Shelley übernommen, der ansonsten Autozubehör herstellte.

## Afrikareise
Im Winter 1921/22, im Alter von 54 Jahren, beschloss Norton, seinen Bruder Harry in Durban (Südafrika) zu besuchen und anschließend mit seiner 633-cm³-Big Four mit Beiwagen eine 3.000-Meilen-Reise zu allen großen Städten Südafrikas zu unternehmen.
Es war eine besonders heftige Regenzeit. Norton musste Flüsse überqueren und viele Umwege in Kauf nehmen, da zahlreiche Brücken weggeschwemmt worden waren. Das Hinterrad der Big Four musste mehrmals aus dem Schlamm geborgen werden, doch das Motorrad fuhr weiter. Lediglich eine Verbindungsschraube des Beiwagens wurde beschädigt. Norton gab nicht auf und nahm den Zug zurück. Er kam in Kapstadt an und wurde dort wie ein Held empfangen − gerade noch rechtzeitig, um den Dampfer nach England zu erreichen.
Diese Reise war ein großer Erfolg und galt als großartiger Zuverlässigkeitstest für die Standard-Big Four und den De-Luxe-Beiwagen.

## Letzte Jahre
1922 wurde bei Norton Darmkrebs im Endstadium diagnostiziert, er blieb jedoch weiterhin aktiv im Rennprogramm des Unternehmens engagiert. 1924 musste er die Isle of Man TT vom Stuhl aus verfolgen, freute sich aber, dass Norton-Motorräder zwei Rennen gewannen. Im April 1924 patentierte Norton eine kettengetriebene obenliegende Nockenwellenkonstruktion, die er „desmodromique“ nannte.
James Norton starb 1925. Er erlebte daher nicht mehr, wie seine Konstruktionen schließlich weltweit führend wurden. 
Er ist auf dem Lodge Hill Cemetery in Selly Oak, Birmingham, England, begraben.